# Eugenio Blanco
Eugenio Alberto Blanco (Buenos Aires, 5 de junio de 1893 - íd., 5 de agosto de 1964) fue un contador público argentino, que ejerció como ministro de Economía del dictador Pedro Eugenio Aramburu y del presidente constitucional Arturo Illia.

## Biografía
Se recibió de contador público en 1919, y posteriormente fue representante de los alumnos en el Consejo Directivo de la Facultad de Ciencias Económicas. Se doctoró en ciencias económicas en 1924. Fue docente en esa Facultad y en la Escuela Superior de Comercio Carlos Pellegrini.
Ejerció como contador en varias grandes empresas, y fue director de algunas de ellas, como el Banco de Italia y Río de la Plata, la Compañía de Seguros Columbia, Agrícola Ganadera de San Luis, Establecimientos Metalúrgicos Argentinos, etc.
En 1945 fue elegido Decano de la Facultad de Ciencias Económicas, pero separado del cargo poco después por las autoridades de la dictadura entonces imperante. Se destacó como un acérrimo opositor al gobierno constitucional de Juan Domingo Perón.
En 1955, apenas producida la instauración de la dictadura autodenominada Revolución Libertadora, los docentes de la Facultad de Ciencias Económicas fueron expulsados de sus cargos y reemplazados entre ellos Blanco, aunque no dictó cursos ya que fue nombrado director del Banco Hipotecario Nacional.
En noviembre de ese mismo año, tras el desplazamiento del dictador Eduardo Lonardi y su reemplazo por Pedro Eugenio Aramburu, éste lo nombró Ministro de Hacienda de la Nación. Desde junio del año siguiente, fue también presidente del Banco Central de la República Argentina. Durante su gestión sumó nuevas obligaciones externas por 700 millones de dólares, que no pudo pagar, dejando al país al borde del default. Al finalizar la dictadura autodenominada Revolución Libertadora Argentina se encontraba en default, y la deuda externa había crecido. Cuando la Libertadora tomó el poder Argentina era un país acreedor y el Banco Central tenía 371 millones de dólares en reservas. Al retirarse en 1958, la deuda externa era de 1800 millones de dólares. El déficit fiscal que en 1957 era de 27.000 millones de pesos, en 1958 se elevó a 38.000 millones.
Durante su gestión publicó algunos libros, como La moneda, los bancos y la economía nacional y Política económica argentina ambos de 1956. Durante su gestión se desarticuló todo el sistema económico montado por el peronismo, pasando la economía del país a depender enteramente de sus exportaciones de granos y carnes, que además estaban controladas por grandes empresas extranjeras. También el Banco Central dejó de ser un promotor del desarrollo para ser un simple estabilizador de precios. intentó expandir la economía vía del aumento salarial y de los impuestos.
Entonces el gobierno instauró un régimen de control de cambio, no se podían transferir divisas al exterior, la compra de dólares  e limitó a 50 dólares por persona por mes, y para hacerlo había que firmar una declaración jurada.
Tras dejar el ministerio, a principios de 1957, volvió a la docencia y a asesorar a grandes empresas. El 28 de junio de 1961 fue designado miembro de número de la Academia Nacional de Ciencias Económicas.
En 1963 el presidente Arturo Illia lo nombró ministro de Economía de la Nación. Se lo sindicaba como radical y partidario del presidente de ese partido, Ricardo Balbín, pero no estaba afiliado. Su segunda gestión estuvo orientada a contradecir algunos de los lineamientos de la política del expresidente Arturo Frondizi, tales como su política de concesiones petrolíferas.
Falleció en ejercicio de su cargo en agosto de 1964.